# Gottlieb Heinrich von Becker
Gottlieb Heinrich Becker, ab 1798 von Becker, (* 3. November 1727 in Halle; † 19. Juli 1804 in Neisse) war ein preußischer Oberst und Chef der schlesischen Festungsartillerie. 

## Leben

### Herkunft und Familie
Gottlieb Heinrich entstammte einem von drei gleichnamigen Pfännergeschlechtern in Halle. Bereits als Oberst und Kommandeur der schlesischen Festungsartillerie wurde er am 6. Juli 1798 in den erblichen preußischen Adelsstand erhoben. Er hinterließ drei Söhne, die ebenfalls als Offiziere in der preußischen Armee dienten und von denen wenigstens einer bzw. dessen Sohn zu Nieder Bischofswalde im Landkreis Neisse begütert war.

### Werdegang
Becker trat im Jahr 1757 in die preußische Artillerie ein. Bereits während des Siebenjährigen Krieges, an dem er aktiv teilnahm, avancierte er 1759 zum Sekonde- und nach Kriegsende 1764 zum Premierleutnant. Er setzte seine Laufbahn fort und stieg 1772 zum Stabskapitän sowie 1778 zum Premierkapitän auf. Seine Beförderung zum Major hat er 1788 und die zum Oberstleutnant 1793 erhalten.
Er nahm am Ersten Koalitionskrieg teil und wurde 1793 als Oberstleutnant im Feldartilleriekorps des 2. Regiments für seinen Einsatz bei der Belagerung von Mainz mit dem Orden Pour le Mérite ausgezeichnet.
1795 stieg er schließlich zum Oberst auf. Ebenfalls in den 1790er Jahren wurde er Kompaniechef der 7. Kompanie in Neisse, was nach damaligem Verständnis die wirtschaftliche Verfügung über den Etat der Kompanie bedeutete und damit eine wichtige Einnahmequelle war, während die Führung der Kompanie von einem Kapitän oder Stabskapitän wahrgenommen wurde. Später fand er auch noch als Kommandeur des 2. Regiments Verwendung. Chef der Reitenden Artillerie soll er 1797 geworden sein. Er hat 1804 seinen Abschied erhalten, verstarb jedoch im selben Jahr.